# Ottavio Cinquanta
Ottavio Cinquanta (ur. 15 sierpnia 1938 w Rzymie, zm. 18 lipca 2022) – włoski łyżwiarz szybki, działacz łyżwiarski, w okresie od 27 lutego 1994 roku do 28 lutego 2016 roku był 10. w historii prezesem Międzynarodowej Unii Łyżwiarskiej (ISU). Wcześniej zasiadał w komisji technicznej sekcji łyżwiarstwa szybkiego. W młodości trenował tę dyscyplinę.

## Odznaczenia
- Komandor Orderu Zasługi Republiki Włoskiej (2006)[2]
- Wielki Oficer Orderu Zasługi Republiki Włoskiej (2011)[2]
- Order Zasługi Sportowej I klasy (Rumunia, 2004)[3]